# رائول رویز

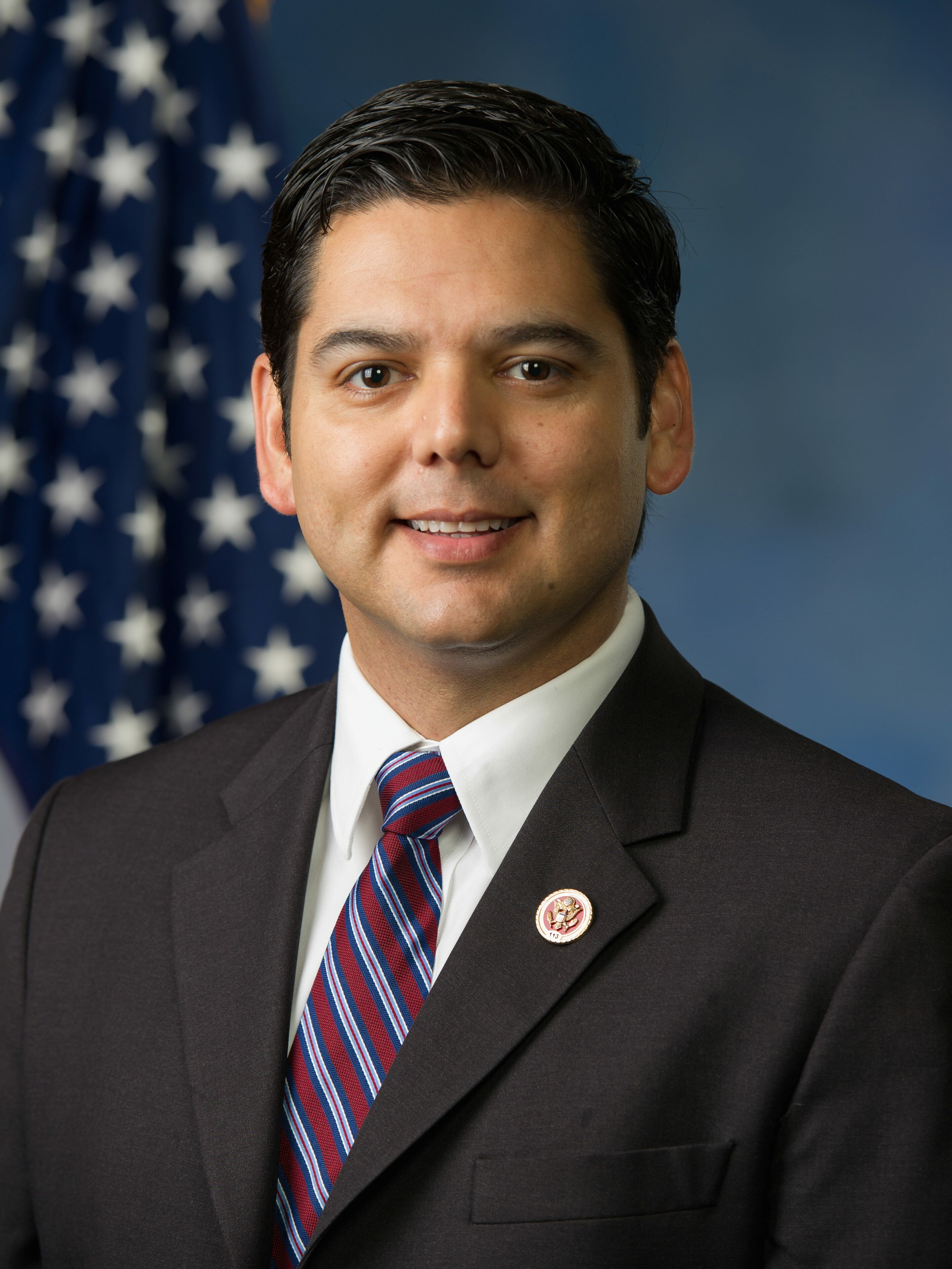

رائول رویز (به انگلیسی: Raul Ruiz) نمایندهٔ حوزه انتخابیه کالیفرنیا از حزب دموکرات ایالات متحده آمریکا در مجلس نمایندگان ایالات متحده آمریکا است که برای نخستین‌بار در ۶ ژانویه ۲۰۱۳ میلادی به‌عضویت این مجلس درآمد.